# Markiezaatsmeer
Le Markiezaatsmeer est un site classé des Pays-Bas, la plus grande partie est un lac, mais la gestion actuelle essaye d'en faire un écosystème marécageux aussi varié que possible. Il est situé au sud-ouest de Berg-op-Zoom, au sud de molenplaat et au nord-ouest de Woensdrecht, à la limite du Brabant-Septentrional et de la Zélande aux Pays-Bas. À l'ouest il est bordé par le Markiezaatskade qui le sépare du canal de l'Escaut au Rhin lui-même séparé de l'Escaut oriental par l'Oesterdam.
Une zone, d'une superficie de 1846 hectares, a été déclarée protégée par Natura 2000.

## Historique
Cette région fait partie de ce qui est décrit depuis longtemps comme le marquisat de Berg-op-Zoom, en référence aux marquis de Berg-op-Zoom.
Après les inondations de la Saint-Félix de 1530, cette zone de polders et de tourbe a été envahie par la mer et depuis lors soumise à marée, la mer du Nord et de l'Escaut s'y rencontrent.
En 1868, le Kreekrakdam a été construit, reliant l'île de Beveland du sud au continent et modifiant l'environnement en séparant l'estuaire de l'Escaut en deux.
La plaine inondée du Markiezaat, nom qui lui était alors donné, faisait partie de l'Escaut oriental qui est un bras de mer. Dans le cadre du Plan Delta en 1983, il a été fermé par le markiezaatskade et devenu depuis un lac d'eau douce, le markiezaatsmeer, lac du marquisat.

## Zone humide
Selon le World Wildlife Fund, cette zone se prête au développement à caractère durable. Après la mer des Wadden et les lacs de l'IJsselmeer, c'est le plus grand marécage des Pays-Bas. Chaque année, des centaines de milliers d'oiseaux migrent par là. Il compte parmi les cinq plus importants habitats d'oiseaux aux Pays-Bas. Chaque année, 125 espèces d'élevage, dont 22 en Liste rouge des espèces menacées comme la spatule blanche, l'Oie cendrée, la sarcelle, le pluvier à collier interrompu, l'avocette, le sterne pierregarin, le grèbe à cou noir, l'hirondelle de rivage et le hibou des marais. 
Sur les rives du marais de ce lac, roseaux et les buissons de saule sont plantés. La zone sert de pâturages la moitié de l'été et des chevaux sont laissés toute l'année pour éviter la monotonie.

## Gestion
Le Markiezaatmeer est géré par la société Paysage du Brabant. Le but est de faire évoluer cette zone vers un écosystème de zones humides divers. Dans l'avenir il est prévu d'aménager des  terrains pour la reproduction d'autres espèces.
La zone peut être atteinte par Berg op Zoom. Au centre les visiteurs peuvent emprunter deux pistes. Une tour de 13 mètres de haut, permet d'admirer la nature non seulement du marquisat, mais aussi sur le Wal Brabant. Un observatoire d'oiseaux est installé vers la fin d'une des pistes.
Toutefois la majorité de la zone n'est pas ouverte au public.